# Deniz Aydin
Deniz Aydin (* 7. Oktober 1986) ist ein deutscher Tischtennisspieler. Bei den Deutschen Meisterschaften 2013 gewann er eine Bronzemedaille im Doppel. Bis 2024 spielte er mit dem Verein TTC Düppel in der 3. Bundesliga. Aktuell (2024) spielt er mit dem Verein TTC Lugau in der Regionalliga Süd.

## Werdegang
Erste Erfolge erzielte Deniz Aydin schon im Schüler- und Jugendbereich. Im Jahr 2000 wurde er Berliner Schülermeister, 2004 erreichte er bei den Deutschen Jugendmeisterschaften zusammen mit Michael Plattner das Endspiel im Doppel. 2010 gewann er die Berliner Meisterschaften der Erwachsenen, im gleichen Jahr wurde er Norddeutscher Meister. In den Jahren 2011, 2012 und 2013 spielte er auf der World Tour für Deutschland bei den German Open, sowie 2012 bei den Polish Open.
Sein bisher größter Erfolg war der Gewinn der Bronzemedaille im Doppel mit Sebastian Borchardt bei den Deutschen Meisterschaften 2013.